# Mustafa Tammam
Mustafa Ahmad Muhammad Tammam (arab. مصطفى أحمد محمد تمام) – egipski zapaśnik walczący w stylu wolnym. Brązowy medalista igrzysk afrykańskich w 2007. Wicemistrz Afryki w 2007 i arabski w 2007.